# Kepler-953c
Kepler-953c es un planeta extrasolar que forma parte de un sistema planetario formado por al menos dos planetas. Orbita la estrella denominada KIC 8552719. Fue descubierto en el año 2016 por la sonda Kepler por medio de tránsito astronómico.